# Suchohrad
Suchohrad – wieś i gmina (obec) w powiecie Malacky, w kraju bratysławskim na Słowacji. Leży w zachodniej części Niziny Zahorskiej, na terasie rzeki Morawy.
Miejscowość wzmiankowana po raz pierwszy około 1458 pod nazwą Dumburg, w 1511 wzmiankowana jako Dyrenpurg. Na przestrzeni wieków wieś nosiła też niemieckie nazwy Dürnburg, Dimberg, oraz węgierskie Dimburg, Dimvár. Obecną nazwę otrzymała w 1948.
W Suchohradzie znajduje się kościół rzymskokatolicki św. Floriana z 1935. Stary barokowy kościół z 1717, pod tym samym wezwaniem, nie zachował się – ze względu na zły stan techniczny został oficjalnie zamknięty w 1912, a w 1935 zburzony.
W 2011 roku populacja wsi wynosiła 617 osób, 96,6% mieszkańców podało narodowość słowacką.